# G.992.2
La recommandation UIT-T G.992.2, édictée en juillet 1999 par l'Union internationale des télécommunications, définit le mode de fonctionnement et d'interaction des équipements de communication ADSL de première génération qui peuvent être mis en œuvre sur une installation téléphonique d'abonné sans nécessiter la pose d'un filtre ADSL. En contrepartie, ces équipements présentent un niveau de performance inférieur à celui d'un équipement ADSL "classique".